# Bletia tamayoana
Bletia tamayoana là một loài thực vật có hoa trong họ Lan. Loài này được S.Rosillo ex Saltero mô tả khoa học đầu tiên năm 1993.